# NGC 6197
NGC 6197 é uma galáxia espiral barrada (SB0-a) localizada na direcção da constelação de Hercules. Possui uma declinação de +35° 59' 45" e uma ascensão recta de 16 horas, 37 minutos e 59,8 segundos.
A galáxia NGC 6197 foi descoberta em 9 de Julho de 1864 por Albert Marth.